# اداره امنیت ترابری
اداره امنیت ترابری ایالات متحده آمریکا (انگلیسی: Transportation Security Administration) یکی از ادارات زیرمجموعه وزارت امنیت داخلی ایالات متحده آمریکا است که وظیفه حفاظت از مسافران در ایالات متحده آمریکا را برعهده دارد. تشکیل اداره امنیت ترابری، تحت لوای قانون امنیت ترابری و پرواز، با حمایت دان یانگ در مجلس نمایندگان ایالات متحده آمریکا و فریتس هولینگز در مجلس سنای ایالات متحده آمریکا مطرح شد، توسط صدوهفتمین کنگره ایالات متحده آمریکا تأیید شد و در تاریخ ۱۹ نوامبر ۲۰۰۱ توسط جرج دابلیو بوش امضا و تبدیل به قانون شد. اداره امنیت ترابری در ابتدا بخشی از وزارت ترابری ایالات متحده آمریکا بود اما در تاریخ ۹ مارس ۲۰۰۳ به وزارت امنیت داخلی ایالات متحده آمریکا انتقال یافت.

## مدیریت

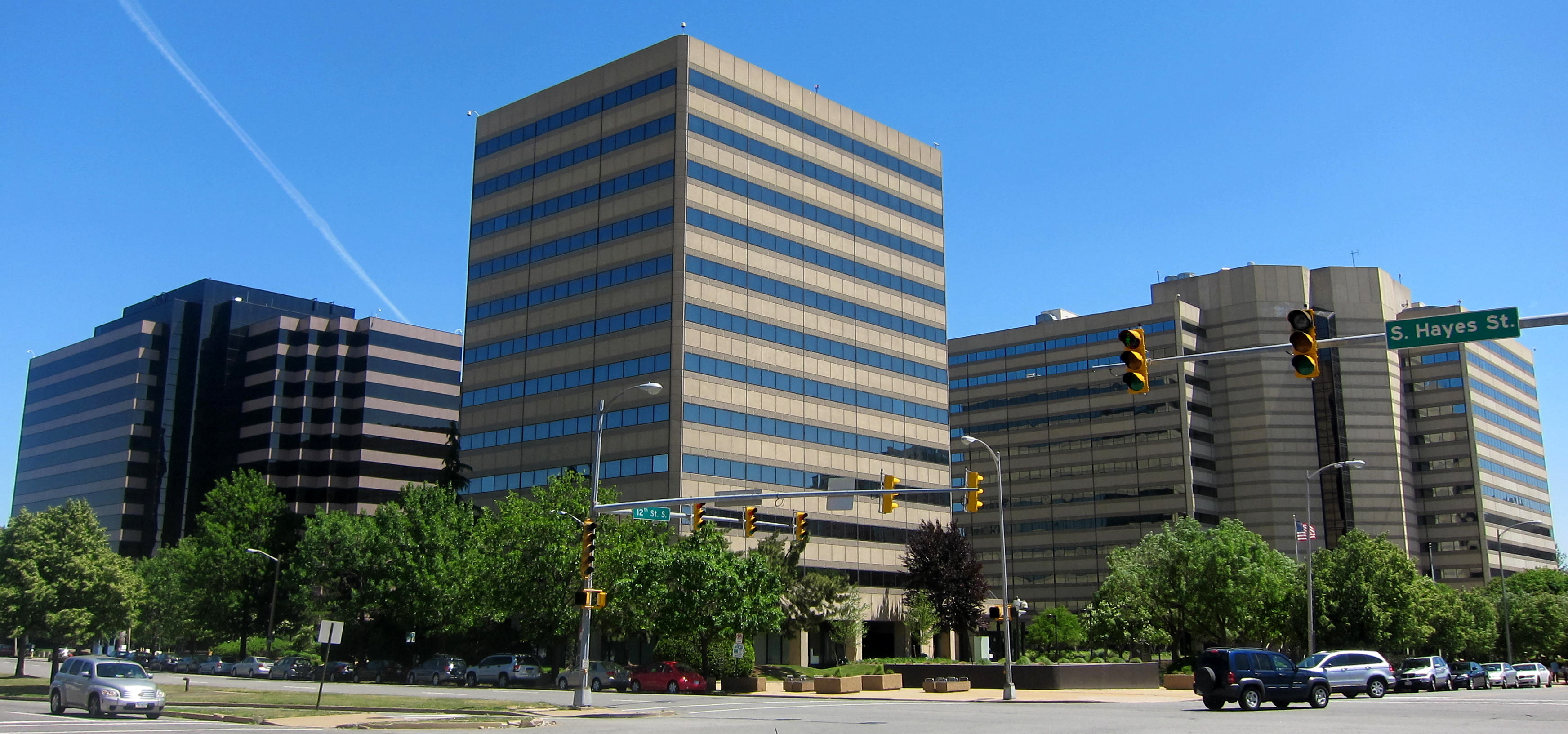
مقر اداره امنیت ترابری در پنتاگون سیتی، آرلینگتون، ویرجینیا

| # | تصویر | نام                | دوره خدمت   | توضیحات |
| - | ----- | ------------------ | ----------- | --- |
| ۱ |       | جان مگا            | ۲۰۰۲        | معاون وزیر ترابری در امور امنیت |
| ۲ |       | جیمز لوی           | ۲۰۰۲–۲۰۰۳   | ابتدا معاون وزیر ترابری در امور امنیت، سپس رئیس اداره امنیت ترابری                                                                                       |
| ۳ |       | دیوید ام. استون    | ۲۰۰۳–۲۰۰۵   | کفیل تا زمان تأیید توسط کنگره در جولای ۲۰۰۴ |
| — |       | کنث کسپریسین       | ۲۰۰۵        | کفیل |
| ۴ |       | کیپ هاولی          | ۲۰۰۵–۲۰۰۹   | |
| — |       | گیل راسایدس        | ۲۰۰۹–۲۰۱۰   | کفیل |
| ۵ |       | جان اس. پیستول     | ۲۰۱۰–۲۰۱۴   | |
| — |       | ملوین جی. کروی     | ۲۰۱۵        | کفیل، منتقل شده به دفتر امور انتظامی محلی و ایالتی وزارت امنیت میهن پس از افشای ضعف‌های امنیتی در فرودگاه‌ها توسط تیم قرمز (بازرسی نامحسوس) دفتر بازرس کل. |
| — |       | مارک هتفیلد جونیور | ۲۰۱۵        | کفیل |
| — |       | فرانسیس اکس. تیلور | ۲۰۱۵        | کفیل، به صورت همزمان به عنوان معاون اطلاعات و آنالیز وزیر امنیت میهن فعالیت داشت.                                                                        |
| ۶ |       | پیتر نفنگر         | ۲۰۱۵–۲۰۱۷   | |
| — |       | هیوبن ای گوادیا    | ۲۰۱۷        | کفیل |
| ۷ |       | دیوید پکاسکی       | ۲۰۱۷-تاکنون | |

### ساختار سازمانی
- رئیس
  - معاون رئیس
    - دفتر عملکرد و ریسک سازمانی
    - دفتر حقوق و آزادی‌های شهروندی، بازرسی و تعامل با مسافرین
    - دفتر مشاور ارشد
    - دفتر امور مالی و اداری

  - رئیس ستاد
    - دفتر امور قانون‌گذاری
    - دفتر ارتباطات استراتژیک و روابط عمومی

  - رئیس امور عملیات‌ها
    - دفتر استراتژی‌های جهانی
    - دفتر اطلاعات و تجزیه تحلیل
    - دفتر امور انتظامی / سرویس فدرال مارشال هوایی
    - دفتر نیازمندی‌ها و تحلیل توانایی‌ها
    - دفتر عملیات‌های امنیتی
    - دفتر سیاست‌های امنیتی و تعامل‌های صنعتی

  - رئیس پشتیبانی ماموریت‌ها
    - دفتر مدیریت برنامه‌های مالکیت
    - دفتر قراردادها و تدارکات
    - دفتر سرمایه‌های انسانی
    - دفتر فناوری اطلاعات
    - دفتر بازرسی
    - دفتر مسئولیت حرفه‌ای
    - دفتر آموزش و توسعه

## کارمندان
کارمندان اداره امنیت ترابری عبارتند از:
- افسران امنیت ترابری(TSOs) :اداره امنیت ترابری حدود ۴۷۰۰۰ افسر امنیت ترابری دارد که اغلب به نام «مأمور» یا «غربال‌گر» شناخته می‌شوند. این مأموران وظیفه بازرسی از افراد و اماکن و همچنین کنترل ورودی و خروجی‌های فرودگاه‌ها را بر عهده دارند.[۱۳][۱۴] افسران امنیت ترابری اسلحه حمل نمی‌کنند، اجازه استفاده از «زور» و همچنین قدرت بازداشت افراد را ندارند.[۱۵]

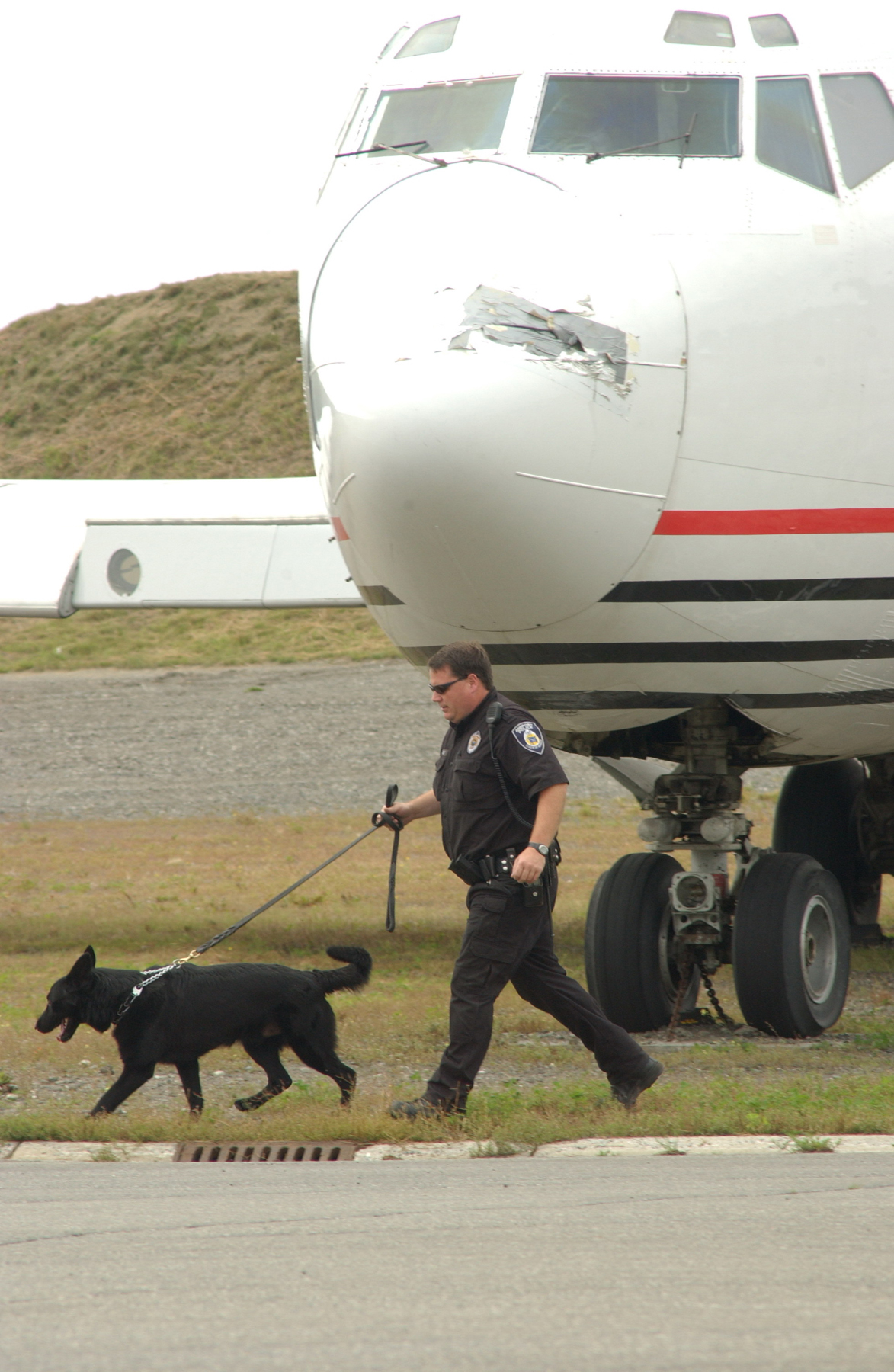
یک جستجوی امنیتی توسط مأموران اداره امنیت ترابری

- افسران تشخیص رفتار(BDOs): در سال ۲۰۰۳، اداره امنیت ترابری برنامه‌ای با نام «بازرسی مسافران با کمک تکنیک‌های دیداری» اجرا نمود که تا سال ۲۰۰۷ در تمام ایالات متحده گسترش یافت. در این برنامه، افسران تشخیص رفتار(BDOs) که از میان افسران امنیت ترابری(TSOs) انتخاب می‌شوند، مسافرانی را که از گیت‌های بازرسی فرودگاه‌ها عبور می‌کنند، زیر نظر می‌گیرند و به دنبال نشانه‌هایی از استرس یا رفتارهای خطرساز می‌گردند. این مسافران بازرسی دقیق‌تری خواهند شد.[۱۶]

اجرای این برنامه به نگرانی‌هایی دربارهٔ طبقه‌بندی نژادی (قضاوت دربارهٔ یک فرد بر اساس نژاد او) دامن زده‌است. به گفته اداره امنیت ترابری، افسران تشخیص رفتار آموزش دیده‌اند که به رفتار یک شخص توجه کنند و نه به ظاهر، نژاد، قومیت یا مذهب او.
- مارشال فدرال هوایی: سرویس فدرال مارشال هوایی بازوی انتظامی اداره امنیت ترابری است. مارشال‌های فدرال هوایی مأموران انتظامی هستند که به صورت مخفی کار می‌کنند و وظیفه حفاظت از سامانه‌های مسافرت هوایی را در برابر اقدامات خصمانه بر عهده دارند. به عنوان بخشی از سرویس فدرال مارشال هوایی، مارشال‌های فدرال هوایی اجازه حمل اسلحه دارند.[۲۰]
- افسر فدرال عرشه پرواز (به انگلیسی: Federal Flight Deck Officer (FFDOs)) خلبانان خطوط هوایی ایالات متحده هستند که با احکامی، به عنوان افسر اجرای قانون فدرال (به انگلیسی: federal law enforcement officers (FLEOs)) معرفی می‌شوند تا در حوزه استحفاظی خود (عرشه پرواز) به اجرای قانون بپردازند. افسران فدرال عرشه پرواز، ملزم به حمل اسلحه صادرشده توسط دولت فدرال هستند و در حوزه استحفاظی خود، قدرت بازداشت دارند. این افسران توسط سرویس فدرال مارشال هوایی آموزش می‌بینند و احکام آن‌ها توسط وزارت امنیت میهن صادر می‌شود.[۲۱][۲۲]
- بازرسان امنیت ترابری (TSIs): این افراد وظیفه بازرسی سامانه‌های انتقال بار و مسافران را (برای بررسی امنیت این سامانه‌ها) بر عهده دارند. اداره امنیت ترابری حدود ۱۰۰۰ بازرس هوایی، ۴۵۰ بازرس بار[۲۳] و ۱۰۰ بازرس محیطی در استخدام خود دارد.[۱۲]

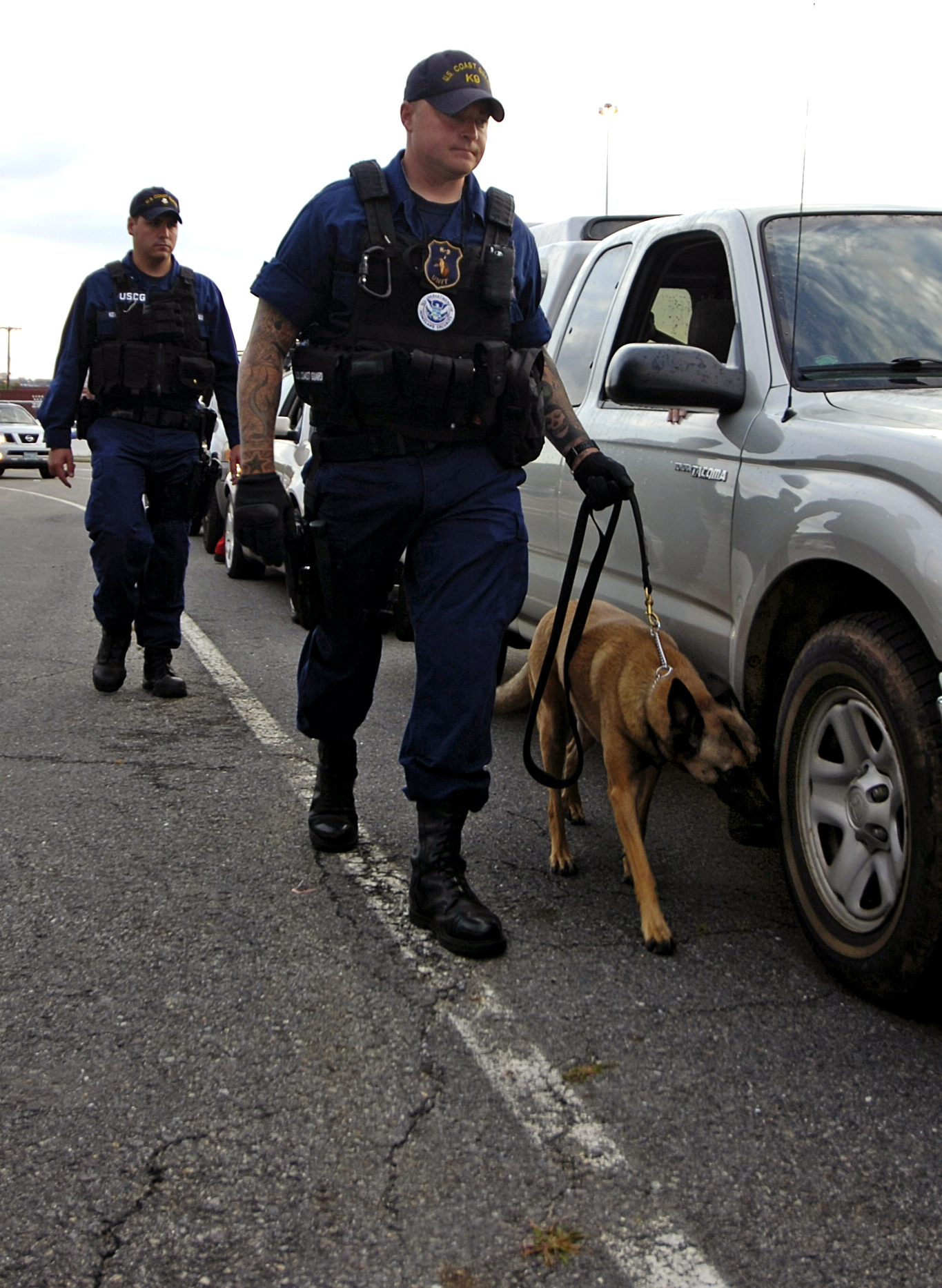
یک تیم VIPR در حال بازرسی خودروهایی که در انتظار بارگیری در یک کشتی در شهر پورتلند در ایالت مین هستند

- برنامه ملی تیم سگ‌های تشخیص مواد منفجره: این مربیان، سگ‌ها و نگاه‌دارندگان‌شان را برای خدمت به عنوان تیم‌های متحرک تشخیص و یافتن مواد خطرناک آماده می‌کنند. تا ژوئن ۲۰۰۸، اداره امنیت ترابری ۴۳۰ تیم آموزش دیده داشت، که ۳۷۰ تیم در فرودگاه‌ها و ۵۶ تیم در سامانه‌های ترابری عمومی فعالیت می‌کردند.[۲۴]
- تیم‌های محسوس پیشگیری و پاسخ سریع بین وسیله‌ای(VIPR): این تیم‌ها از سال ۲۰۰۵ شروع به کار کردند و با همکاری مارشال‌های فدرال هوایی و دیگر کارکنان اداره امنیت ترابری در بیرون از محدوده فرودگاه‌ها (ایستگاه‌های قطار، بنادر، ایستگاه‌های وزن‌کشی، مراسم‌های ویژه و …) فعالیت می‌کنند. تا سال ۲۰۱۱، هر سال حدود ۸۰۰۰ عملیات بازرسی توسط تیم‌های VIPR انجام می‌گرفت.[۲۵]

## بودجه
برای سال مالی ۲۰۱۲، اداره امنیت ترابری چیزی نزدیک به ۷٫۶ میلیارد دلار بودجه در اختیار داشت.
| بودجه                                | میلیون دلار | سهم  |
| ------------------------------------ | ----------- | ---- |
| امنیت هوانوردی                       | ۵٬۲۵۴       | ۷۰٪  |
| اطلاعات و پشتیبانی امنیت ترابری      | ۱٬۰۳۲       | ۱۴٪  |
| مارشال‌های فدرال هوایی                | ۹۶۶         | ۱۳٪  |
| ارزیابی تهدیدهای ترابری و اعتباربخشی | ۱۶۵         | ۲٪   |
| امنیت ترابری سطحی                    | ۱۳۵         | ۲٪   |
| مجموع                                | ۷٬۵۵۲       | ۱۰۰٪ |